# 57 másodperc
Az 57 másodperc (eredeti cím: 57 Seconds) 2023-ban bemutatott amerikai sci-fi thriller, amelyet Rusty Cundieff és Macon Blair forgatókönyvéből Rusty Cundieff rendezett. A főbb szerepekben Josh Hutcherson és Morgan Freeman látható. A film E. C. Tubb Fallen Angel című novellája alapján készült.
Amerikában 2023. szeptember 29-én mutatták be a mozikban. Magyarországon október 5-én jelent meg a Vertigo Média Kft. forgalmazásában.

## Cselekmény
Franklin Fox oknyomozó blogger, aki a kegyetlen gyógyszeripari vállalkozó, Sig Thorensen mesterkedéseit akarja leleplezni. Ő a felelős Franklin ikertestvérének haláláért, aki véletlen túladagolásban halt meg. Thorensen tudja, a drogja halálhoz is vezethet. Amikor Franklin lehetőséget kap, hogy interjút készítsen a zseniális technológiaguru Anton Burrell-lel, elfogadja. Nem sokkal az interjú előtt azonban Burrellt meggyilkolják. Franklin bátorsággal és némi szerencsével képes megelőzni a merényletet. A tetthelyen talál egy gyűrűt, és magával viszi. Úgy véli, Burrell elvesztette, és vissza akarja adni neki. 
Franklin egy véletlen folytán felfedezi, hogy ezzel a gyűrűvel 57 másodpercet tud utazni a múltba. Ezt a képességét arra használja, hogy elcsábítsa Jala nevű kolléganőjét, nyerjen a kaszinóban, elnyerje Sig Thorensen bizalmát, és megszerezze a cég széfjének kombinációját. A benne szereplő bizonyítékokat közzétette. Végül kiderül; Anton Burrell rejtőzik a gyűrű hátterében, és szándékosan adta oda neki.

## Szereplők
| Szerep        | Színész         | Magyar hang     |
| ------------- | --------------- | --------------- |
| Franklin Fox  | Josh Hutcherson | Szatory Dávid   |
| Anton Burrell | Morgan Freeman  | Papp János      |
| Sig Thorensen | Greg Germann    | Mihályfi Balázs |
| Jala          | Lovie Simone    | Kardos Eszter   |
| Renee Renzler | Bevin Bru       | Huszárik Kata   |
| Calvert       | Sammi Rotibi    | Varga Rókus     |

## A film készítése
A forgatás 2022 áprilisában kezdődött a Louisiana állambeli Lafayette-ben.
Az Acadiana Advocate arról számolt be, hogy Freeman "a forgatókönyv egyes részeit már megírta", és 2022 márciusában Lafayette-ben látták, ahol a film helyszínei után kutatott.

## Bemutató
Az 57 másodpercet a mozikban és digitálisan 2023. szeptember 29-én mutatta be a The Avenue.